# Башивије
Башивије (фр. Bachivillers) насеље је и општина у североисточној Француској у региону Пикардија, у департману Оаза која припада префектури Бове.
По подацима из 2011. године у општини је живело 441 становника, а густина насељености је износила 74,62 становника/km². Општина се простире на површини од 5,91 km². Налази се на средњој надморској висини од 130 метара (максималној 159 m, а минималној 110 m).

## Демографија
| 1962. | 1968. | 1975. | 1982. | 1990. | 1999. | 2011. |
| ----- | ----- | ----- | ----- | ----- | ----- | ----- |
| 163   | 188   | 176   | 165   | 256   | 346   | 441   |

График промене броја становника у току последњих година